# Generał Sosnkowski (pociąg pancerny)
Pociąg Pancerny „Generał Sosnkowski” (Pociąg Pancerny Nr 13) – pociąg pancerny Wojska Polskiego II RP. Pociąg został rozbity przez lotnictwo niemieckie 10 września 1939.

## Historia

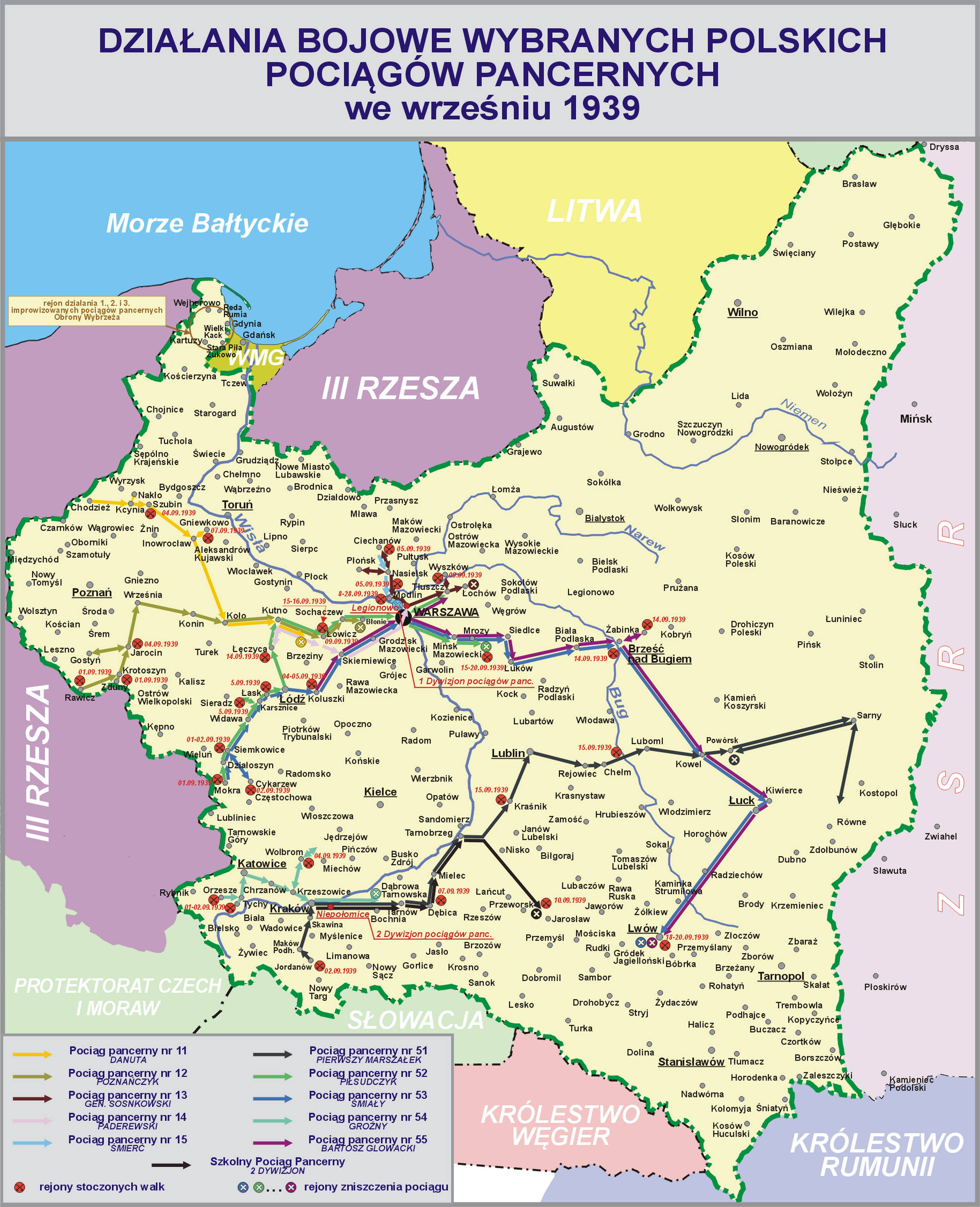

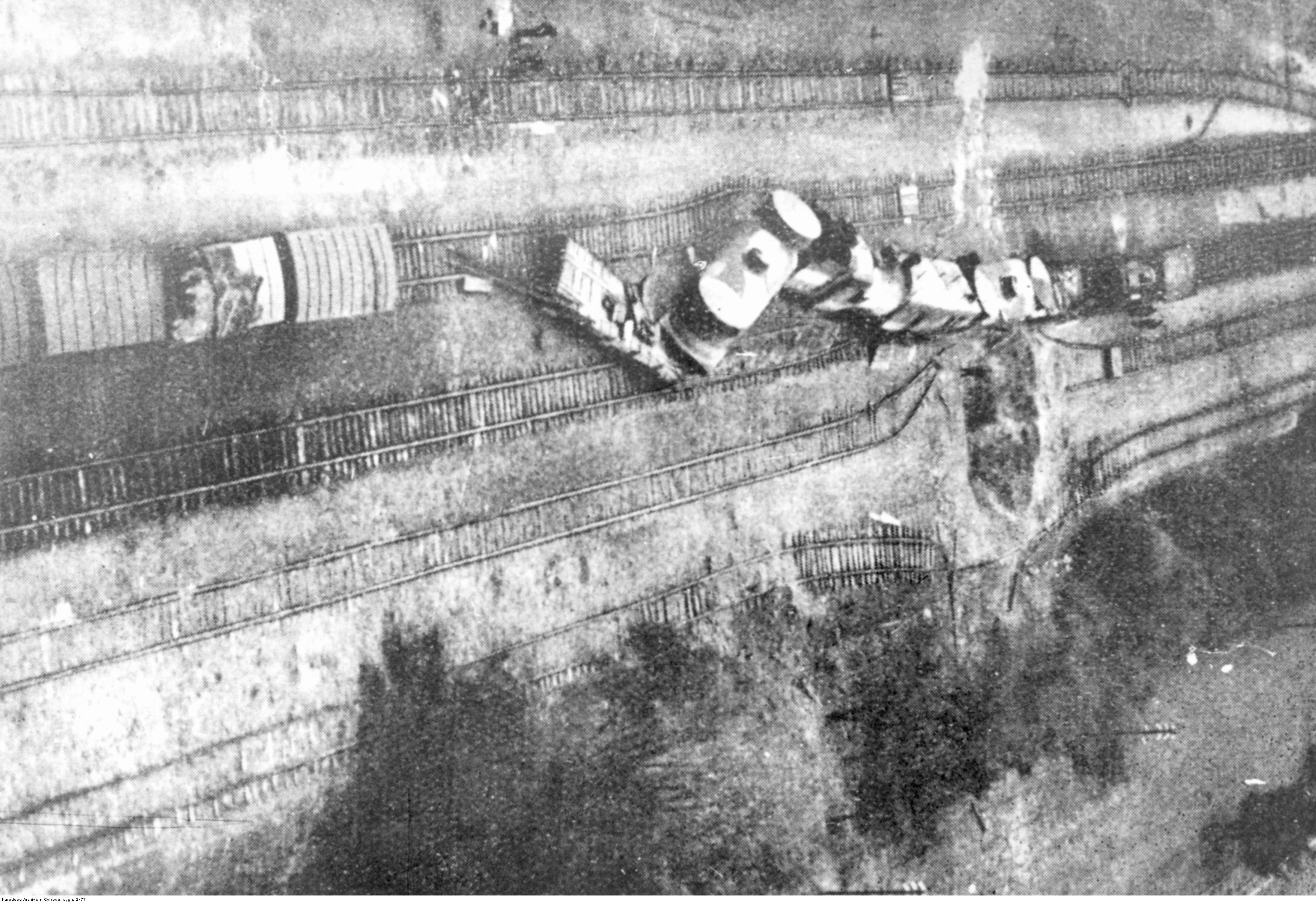
Zbombardowany pociąg pancerny "Generał Sosnkowski"

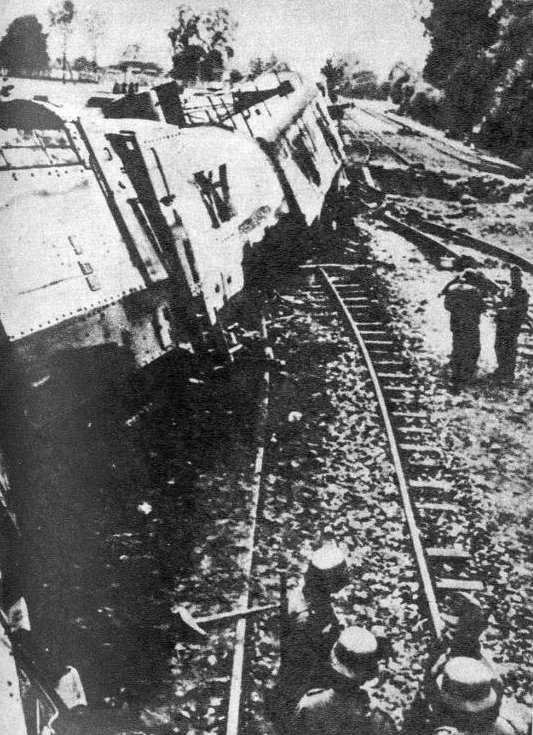
Zniszczony pociąg pancerny nr 13 „General Sosnowski” pod Łochowem – 1939 r.

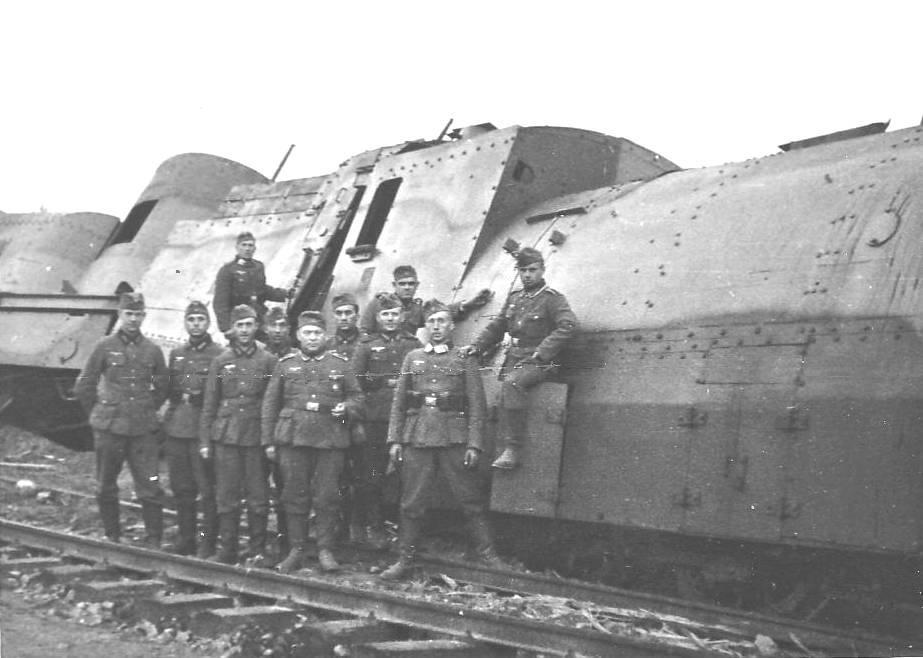
Niemieccy żołnierze pozują na tle zniszczonego pociągu pancernego "Generał Sosnkowski"

W 1924 roku wszedł w skład Dywizjonu Ćwiczebnego Pociągów Pancernych w Jabłonnie, a w październiku 1927 roku w skład 1 dywizjonu pociągów pancernych. 
9 września 1924 roku pociąg uczestniczył w katastrofie kolejowej pod Pomereczem.
We wrześniu 1939 był uzbrojony w 4 armaty 75 mm i 14 ckm-ów. Pod koniec sierpnia pluton czołgów przydzielony do pociągu odesłano do Tczewa, zamiast niego przydzielono jednostce dwie drezyny „Tatra”.
Pociąg był przydzielony do Armii „Modlin”. 1 września pociąg przybył do Nasielska, gdzie pozostał do 3 września jako odwód armii. Tego dnia pociąg dostał rozkaz udania się do Mławy i nawiązania łączności z polskimi jednostkami w tym rejonie. Pociąg dotarł do Ciechanowa, gdzie wykryto obecność nieprzyjaciela; następnie „Generał Sosnkowski” wycofał się na stację Świercze. 4 września pociąg patrolował okolice Ciechanowa, po czym otrzymał rozkaz wycofania się do Modlina. Pociąg razem z pociągiem nr 15 „Śmierć” otrzymał zadanie rozpoznania przedpola Twierdzy Modlin. Rankiem 5 września obydwa pociągi dotarły do Nasielska; „Generał Sosnkowski” rozpoczął patrolowanie odcinka Nasielsk – Płońsk; wieczorem tego dnia odpierając nalot niemiecki, zestrzelono samolot wroga. Po południu 6 września pociąg zatrzymał się w Legionowie, a w nocy z 6 na 7 września odjechał do Zegrza, a po opuszczeniu go przez jednostki polskie, świtem 7 września dotarł do Jabłonny. Nocą z 7 na 8 września skład został wysłany w poszukiwaniu 1 Dywizji Piechoty Legionów do Wyszkowa.
Do 9 września pociąg operował na linii Wyszków – Tłuszcz wspierając piechotę (5 i 6 pułk piechoty Legionów) broniącą linii Bugu. Podczas odwrotu jednostek Armii „Modlin” odjechał 10 września z Wyszkowa do Łochowa, gdzie osłaniał wycofywanie się 116 pułku piechoty 41 Dywizji Piechoty. Po południu tego dnia pociąg został zaatakowany na skrzyżowaniu toru z drogą Wyszków – Łochów przez bombowce nurkujące. Jadący ze znaczną szybkością skład został zniszczony przez bliską eksplozję bomby 250 kg; platforma, wagon artylerii i parowóz wypadły z torów, wagon szturmowy został objęty pożarem. Dowódca, kapitan Stanisław Młodzianowski, rozkazał zniszczenie i opuszczenie pociągu, następnie zdołał odnaleźć wśród unieruchomionych pociągów ewakuacyjnych 4 działa i utworzyć z załogi pociągu improwizowaną baterię, która kontynuowała walkę.
Skład gospodarczy pociągu został unieruchomiony w zatorze pod Mińskiem.

## Dowódcy
- mjr art. Zenon Staszek (IV 1928 – VII 1929)
- kpt. Stanisław Młodziankowski[1] (Szubański w swojej bibliografii wymienia Stanisław Młodzianowsk)

## Zastępca dowódcy
- kpt. Mieczysław Wnukowski[8]

## Organizacja pociągu pancernego nr 13
- dowódca pociągu,
- poczet dowódcy (a w nim: patrol sanitarny, sekcja łączności, sekcja ruchu, załoga zapasowa, tabor kolejowy),
- drużyna gospodarcza,
- dwa plutony ogniowe (każdy w składzie: dwa działony, 5 obsług ckm),
- pluton wypadowy (a w nim: dwa patrole drogowo-minerskie, 4 obsługi ckm, drużyna strzelców),
- pluton drezyn pancernych (dwa półplutony, tworzące dwa zespoły drezyn),
- pluton techniczny w składzie: drużyna techniczna, (z patrolem telegraficzno-telefonicznym i załogą zapasową), tabor kolejowy, drużyna warsztatowa.

## Stan etatowy pociągu pancernego nr 13
- stan osobowy: 9 oficerów, 55 podoficerów, 110 szeregowych. Razem 174 żołnierzy.
- sprzęt pancerny: (skład bojowy) 1 parowóz opancerzony Ti3 nr 3, 2 bliźniacze wagony artyleryjskie typu I nr 699053 i 699054 każdy uzbrojony w 2 armaty kal. 75 mm wz. 1902/26, 1 wagon szturmowy nr 423502, 2 platformy Pdks, etatowy pluton drezyn pancerny (wzmocniony) został przydzielony do obrony mostów w Tczewie. Po mobilizacji przydzielono pluton drezyn pancernych w składzie: czołg Renault FT na prowadnicy i 2 drezyny Tatra[9].
- samochody: 1 osobowy, 2 terenowe, 1 furgon.
- tabor szynowy: 1 parowóz, 2 wagony osobowe, 17 wagonów krytych, 1 wagon węglarka, 1 cysterna wodna, 1 wagon-warsztat, 2 platformy bojowe i 3 platformy.
- pojazdy pomocnicze – 3 motocykle z przyczepką.
- czołgi – 2 lekkie wolnobieżne.
- uzbrojenie – 66 kbk z bagnetem, 96 pistoletów, 98 bagnetów, 4 armaty 75 mm wz. 02/26, 2 armatki 37 mm wz. 18, 20 ckm, 4 rkm.

na podstawie etatu: L.dz. 3065/Mob.Org.36 – Organizacja broni pancernych na stopie wojennej – Pociąg pancerny, oraz: Sprawozdanie o uzbrojeniu pociągów pancernych (CAW, sygn. I.303.3.69)